# Mary Coughlan
Mary Coughlan, irl. Máire Ní Chochláinn (ur. 28 maja 1965 w Donegalu) – irlandzka polityk, działaczka Fianna Fáil, minister w różnych resortach, tánaiste (wicepremier Irlandii) od 7 maja 2008 do 9 marca 2011. Deputowana do Dáil Éireann w latach 1987–2011.

## Życiorys

### Młodość i wykształcenie
May Coughlan urodziła się w Donegalu w hrabstwie Donegal w 1965. Kształciła się w szkole przyklasztornej sióstr urszulanek w Sligo, gdzie od 1978 do 1983 mieszkała w internacie. Następnie studiowała nauki polityczne na University College Dublin. Krótko pracowała jako pracownik socjalny.
Wyszła za mąż za Davida Charltona, pracownika Garda Síochána; ma dwoje dzieci.

### Działalność polityczna
Do Fianna Fáil wstąpiła w wieku 16 lat. W ugrupowaniu tym działał brat jej ojca Clement Coughlan, który posłował do swojej śmierci w 1983 z okręgu Donegal South-West. Mandat deputowanego w wyborach uzupełniających wywalczył jej ojciec Cathal Coughlan, który zmarł w 1986.
Również w 1986 Mary Coughlan objęła pierwszą funkcję publiczną – została w miejsce ojca dokooptowana do rady hrabstwa Donegal. W 1987 została po raz pierwszy wybrana do Dáil Éireann (również w okręgu Donegal South West). Z powodzeniem ubiegała się o poselską reelekcję w wyborach w 1989, 1992, 1997, 2002 i 2007.
Przez pierwsze kilkanaście lat kariery poselskiej pozostawała mniej znanym politykiem. W 1995 Bertie Ahern, nowy lider partii i nowy lider opozycji, powołał swój gabinet cieni, w którym była odpowiedzialna za reformę edukacji. Gdy FF doszła w 1997 do władzy, Mary Coughlan nie weszła w skład rządu. W lutym 2001 objęła pierwsze ministerialne stanowisko, zostając sekretarzem stanu do spraw Gaeltachtu.
6 czerwca 2002, po kolejnych wyborach parlamentarnych, objęła urząd ministra do spraw społecznych i rodziny. 29 września 2004, po zmianach w gabinecie premiera Bertiego Aherna, została ministrem rolnictwa, rybołówstwa i żywności. W trakcie jej urzędowania, w 2005 i w 2006 zamknięte zostały dwie (ostatnie istniejące) państwowe fabryki cukru, co spowodowało protesty pracowników i rolników w raju. W czasie pełnienia tej funkcji zmagała się także z epidemią ptasiej grypy (2006) oraz epidemią pryszczycy (2007). P14 czerwca 2007, po wyborach do  Dáil Éireann, została ponownie mianowana na zajmowane dotychczas stanowisko.
7 maja 2008, po dymisji premiera Bertiego Aherna i przejęciu władzy przez Briana Cowena, objęła stanowisko tánaiste oraz ministra przedsiębiorczości, handlu i zatrudnienia. 23 marca 2010 stanęła w zamian na czele resortu edukacji, zachowując funkcję wicepremiera. Obowiązki rządowe wykonywała do 9 marca 2011; od 20 stycznia 2011, po dymisji Mary Harney, pełniła też jednocześnie funkcję ministra zdrowia i dzieci. W wyborach w 2011 utraciła mandat deputowanej.